# Marie-Louise Linssen-Vaessen
Marie-Louise Linssen-Vaessen, född 19 mars 1928 i Maastricht, död 15 februari 1993 i Horst, Limburg, var en nederländsk simmare.
Hon blev olympisk silvermedaljör på 4 x 100 meter frisim vid sommarspelen 1952 i Helsingfors.